# Maurice Perrin
Maurice Perrin (26 de outubro de 1911 — 2 de janeiro de 1992) foi um ciclista francês que competia no ciclismo de pista. Sua única aparição olímpica foi em Los Angeles 1932, onde competiu na prova tandem, conquistando a medalha de ouro, juntamente com seu compatriota Louis Chaillot.